# Obra huérfana
Una obra huérfana, de acuerdo al derecho de autor, es aquella en que su autor o titular de derechos no puede ser contactado. En algunos casos, el nombre del creador o del propietario de los derechos de autor puede ser conocido, pero no se tiene ninguna otra información salvo el nombre. Entre las razones por las cuales una obra puede ser huérfana se incluyen que el propietario de los derechos de autor puede no ser consciente de su titularidad, o bien que este haya muerto o haya cerrado el negocio (si se trata de una empresa), y no es posible establecer a quien se han transmitido los derechos de autor.

## Ejemplos
A pesar del reconocimiento de que hay un buen número de obras huérfanas por las bibliotecas, archivos y museos, no se dispone de una regulación precisa. El abril del 2009, un estudio estimaba que había cerca de 25 000 000 de obras huérfanas en las colecciones de las organizaciones del sector público en el Reino Unido. Como ejemplos de obras huérfanas podemos citar las fotografías de las cuales no se conoce quién fue el fotógrafo, como por ejemplo las procedentes de expediciones científicas e imágenes históricas, grabaciones antiguas de música popular, novelas poco conocidas y otras obras literarias.

## Impacto
Las obras huérfanas no están disponibles para el uso de los cineastas, archivistas, escritores, músicos y organismos de radiodifusión. Y esto ocurre porque el propietario de los derechos de autor no puede ser identificado ni localizado; los registros históricos y culturales, como por ejemplo material de filmación, fotografías y registros sonoros, no pueden ser incorporados a obras contemporáneas. Las bibliotecas públicas, instituciones educativas y museos, que digitalizan antiguos manuscritos, libros, registros sonoros y fílmicos, pueden optar por no digitalizar obras huérfanas, o impedir que las obras huérfanas estén disponibles para el público en general, por miedo a que el propietario de los derechos de autor reaparezca y los pueda demandar por daños y perjuicios.

## Causas
Según Neil Netanel, el incremento de obras huérfanas es el resultado de dos factores: a) que el plazo de los derechos de autor se ha alargado, y b) que los derechos de autor se confieren automáticamente sin necesidad de registro o renovación. Normalmente, solo una fracción de las antiguas obras con derechos de autor están disponibles para el público en general. Netanel señala que los propietarios de los derechos de autor "no tienen incentivo para mantener una obra en circulación" o de lo contrario hacer que el contenido de una obra descatalogada esté disponible, salvo que puedan ganar dinero haciéndolo, así como lo hacen con la producción de nuevas obras o dedicándose a actividades más lucrativas.